# Мельников, Дмитрий Алексеевич
Дмитрий Алексеевич Мельников (29 июня 1925 — около 2005) — советский учёный в области механики, доктор технических наук, профессор.
Главный научный сотрудник Научно-исследовательского центра им. М. В. Келдыша, профессор Московского физико-технического института.

## Научные интересы
Под руководством М. В. Келдыша занимался разработкой методики профилирования оптимальных контуров сопел сверхзвукового прямоточного двигателя (СПВРД) для ракеты «Буря» (НИИ-1, 1955).

## Награды
Государственная премия РФ.
Премия им. Н. Е. Жуковского (1963, с серебряной медалью) за теоретические и экспериментальные исследования оптимальных сопел и других элементов летательных аппаратов.
Заслуженный деятель науки и техники РФ.